# Horst (Werne)
Horst ist ein Ortsteil der westfälischen Stadt Werne, Kreis Unna.

## Lage
Horst liegt im Nordosten der Stadt Werne.

## Gliederung
Horst besteht aus einem historischen Siedlungskern längs einer Ortsstraße und einem Erweiterungsgebiet, das im Norden und im Osten zu liegen kommt und mehrere Straßenzüge umfasst.